# Cubiceps caeruleus
Cubiceps caeruleus är en fiskart som beskrevs av Regan, 1914. Cubiceps caeruleus ingår i släktet Cubiceps och familjen Nomeidae. Inga underarter finns listade i Catalogue of Life.